# Matilde de Flandes
Matilde de Flandes (en francés: Mathilde; c.1031- Caen, 2 de noviembre de 1083), fue reina consorte de Inglaterra de 1066 a 1083 y la primera reina consorte de Inglaterra desde la Conquista normanda. Hija del conde Balduino V de Flandes y de Adela de Francia (hija del rey Roberto II de Francia y nieta de Hugo Capeto). Fue madre de al menos nueve hijos, entre ellos los reyes Guillermo II y Enrique I de Inglaterra, el duque Roberto II de Normandía y la condesa Adela de Blois, nacidos de su matrimonio con Guillermo el Conquistador.

## Matrimonio
En 1050 o 1051 se casó en el castillo de Eu con Guillermo II, duque de Normandía, que en 1066 pasaría a la historia como Guillermo I el Conquistador, rey de Inglaterra. El casamiento se llevó a cabo a pesar de que el papa León IX lo había prohibido en octubre de 1049, durante las sesiones del concilio de Reims, tal vez a causa de que Guillermo y Matilde eran primos en quinto grado.
Según una tradición, cuando Guillermo, que era hijo ilegítimo, envió a sus representantes a solicitar la mano de Matilde, esta respondió que era demasiado noble para casarse con un bastardo. Guillermo cabalgó de Normandía a Brujas, encontró a Matilde cuando volvía de la iglesia y la hizo rodar por el fango.
Otra versión de la historia dice que cabalgó hasta el palacio de Balduino en Lille, encontró a Matilde en su cuarto, la derribó y golpeó en el suelo. Balduino consideró esto una ofensa, pero antes de que pudiera sacar la espada, Matilde solucionó el conflicto al aceptar casarse con Guillermo, «porque debía ser un hombre muy valiente quien se atreviera a entrar de esa forma en casa de su padre».
Según Agnes Strickland, que se basa en la Crónica de Tewkesbury, la primera negativa de Matilde se habría debido a que estaba enamorada del embajador inglés en Flandes, un sajón llamado Brihtrico, quien sin embargo no le correspondió. Años más tarde, cuando ya era reina de Inglaterra y regente del reino en ausencia de Guillermo, ella usaría su poder para despojar a Brihtrico de todos sus bienes y encarcelarlo hasta que este murió poco después, posiblemente envenenado.
En todo caso, lo cierto es que las tierras de Brihtrico pasaron a Matilde luego de la Conquista normanda, pues los registros del Domesday Book dan fe de ello, sin embargo, murió en 1066 o antes, y Matilde no llegó a Inglaterra para ser coronada reina hasta mediados de 1068. Por otra parte, el llamado «cortejo brutal» de Guillermo sólo aparece en una pieza de propaganda sensacionalista y antinormanda, la Crónica de Tours.

## Duquesa de Normandía
Inmediatamente después de su boda Matilde se instaló en Normandía, pero hasta 1059 el papa Nicolás II no otorgó la dispensa matrimonial a cambio de la construcción de dos monasterios en Caen, uno para monjes y otro para monjas. Matilde fundó entonces la abadía de las Damas, cuya iglesia se consagró a la Santísima Trinidad.
Parece haber sido una patrona generosa de las artes, que proporcionó gran estímulo a los hombres de saber y cooperó con su marido en promover y ampliar el comercio. Asimismo fue una partidaria entusiasta de la reforma gregoriana que en Normandía impulsó Lanfranco. Por otra parte, en 1054 y 1057, ella y su esposo debieron sufrir las invasiones armadas de una coalición formada por el rey Enrique I de Francia -tío de Matilde- y el conde Godofredo II de Anjou para desmembrar a Normandía, que Guillermo y los caballeros normandos derrotaron en las batallas de Mortemer y Varaville.
Hacia septiembre de 1066, cuando Guillermo preparaba su invasión de Inglaterra, Matilde compró un barco (el Mora, que sería la nave insignia de la invasión normanda) y lo obsequió a su esposo: según la historiadora Elisabeth van Houts, debía poseer ricas tierras en Normandía para hacer esto.
Guillermo le confió el gobierno de Normandía durante su ausencia, y se dice que Matilde gobernó con éxito el ducado en nombre de su joven hijo Roberto, que entonces tenía unos 14 años.

## Reina de Inglaterra
Si bien Guillermo se convirtió en rey de Inglaterra a fines de 1066, a Matilde le tomó más de un año visitar su nuevo reino. Y después de su coronación pasó la mayor parte de su vida en Normandía, gobernando el ducado como regente, apoyando los intereses de su hermano Balduino VI de Flandes y patrocinando las fundaciones religiosas.
Fue coronada el 11 de mayo de 1068 en la catedral de Winchester durante la fiesta de Pentecostés.
La ceremonia tuvo características diferentes a las de cualquier otra, ya que las fórmulas usadas tuvieron como objeto legitimar la Conquista normanda. En primer lugar, los santos que debían interceder por la reina no fueron mujeres (como se acostumbraba), sino cuatro apóstoles. A través de la liturgia sagrada y la propaganda normanda, Matilde fue masculinizada a fin de que pudiera gobernar en ausencia de Guillermo.
En segundo lugar, tres nuevas frases se incorporaron a la ceremonia para establecer la importancia de las consortes inglesas: se afirmó 1) que la reina era colocada en su lugar por Dios; 2) que compartía el poder real; y 3) que bendecía a su pueblo con su poder y virtud.
Sólo uno de sus hijos nació en Inglaterra, Enrique, que vino al mundo en Yorkshire a fines de 1068, cuando ella acompañaba a su esposo en la Masacre del Norte. La reina estableció como heredad del recién nacido todas las tierras que poseía en Inglaterra y Normandía. El Domesday Book muestra que el Conquistador otorgó a Matilde las propiedades de Avening, Tewkesbury, Fairford, Thornbury, Whitenhurst y otras varias en Gloucestershire, posesiones «que pertenecieron a Brihtrico, hijo de Algar». Incluso estando en Normandía, mantuvo sus ingresos y privilegios como reina de Inglaterra. Reclamaba el aurum reginæ («oro de la reina»), es decir, la décima parte de toda multa pagada voluntariamente a la Corona, y también recibía los aranceles de las mercancías que desembarcaban en Queenhithe.
En 1069 regresó a Normandía para hacerse cargo de la regencia, y apenas volvió a Inglaterra en otras dos ocasiones (1072 y 1080).

## Regente de Normandía

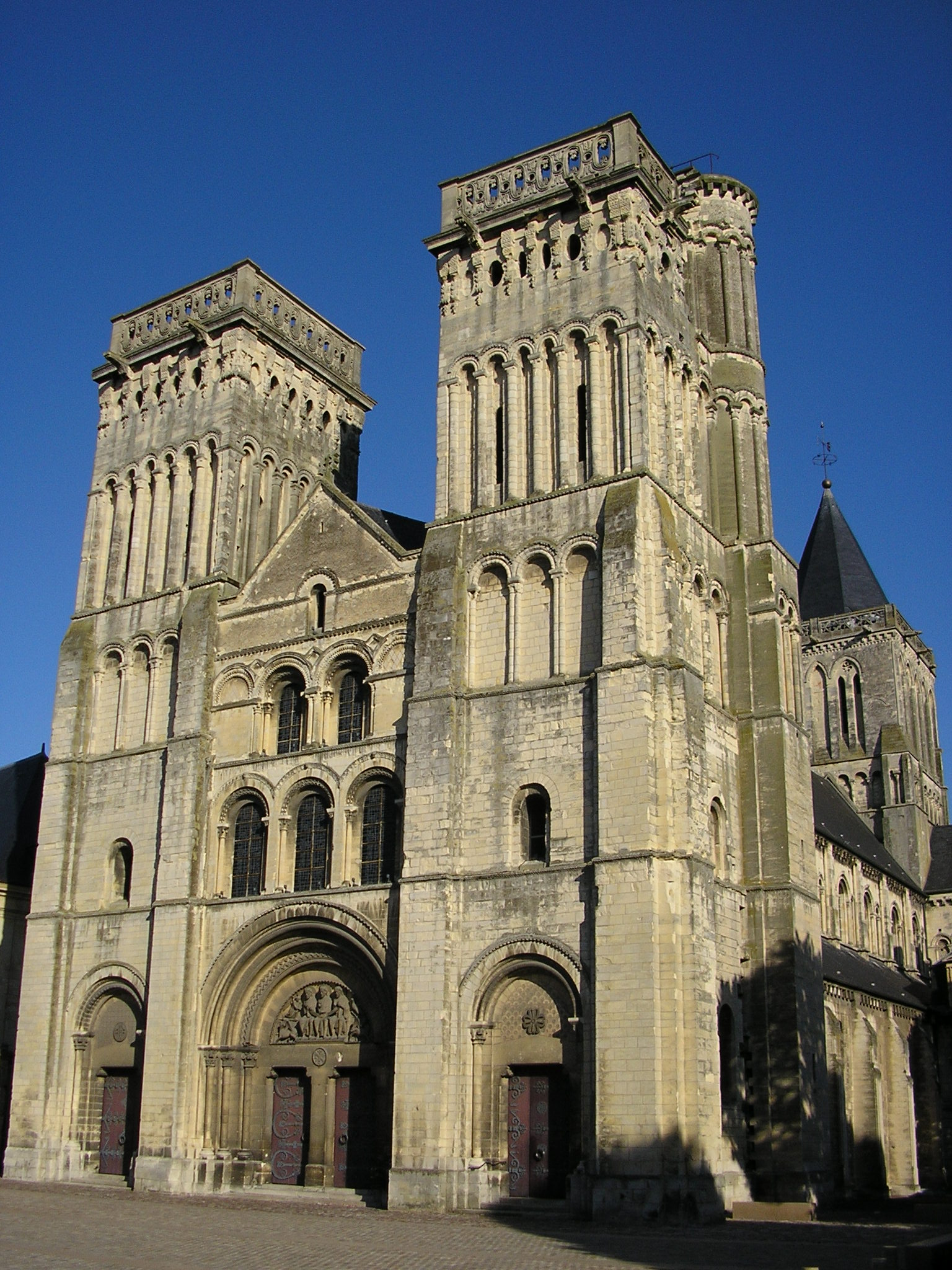
Fachada de la iglesia abacial de la Trinidad, Caen.

Cuando Guillermo no estaba en Normandía, delegaba el gobierno en Matilde. Entre 1066 y 1075 la reina encabezó un triunvirato formado por ella, Roger de Beaumont y el arzobispo Juan de Ruan. Debía recorrer el ducado para supervisar las haciendas, celebrar cortes y dictar sentencias. Esta situación pudo haber concluido a finales de la década de 1070, cuando la presencia de Guillermo fue menos necesaria en Inglaterra y se hizo más frecuente en el continente.
Matilde intervino en el conflicto sucesorio de Flandes, cuando su hermano menor Roberto el Frisón derrocó a su sobrino Arnulfo III. Se unió al rey Felipe I de Francia para ayudar a Arnulfo y envió tropas al mando de Guillermo FitzOsbern. No obstante, Roberto venció a sus adversarios en la batalla de Cassel (22 de febrero de 1071), donde perdieron la vida Arnulfo y FitzOsbern .
A pesar de sus responsabilidades políticas, Matilde parece haberse preocupado profundamente por el bienestar y la instrucción de sus hijos. Ella y Guillermo tuvieron una descendencia numerosa y se supone que él fue un esposo fiel y afectuoso, incluso después de la rebelión de su primogénito Roberto Courteheuse  (1077), en medio de la cual Matilde tomó partido a favor de su hijo. Si por un lado trató de mediar entre el príncipe y Guillermo, por otra parte sostuvo a Roberto con oro, plata y joyas de su propiedad y alentó a sus partidarios.
Matilde murió  el 2 de noviembre de 1083, cuando tenía unos 51 o 52 años de edad, siendo sepultada en su fundación religiosa, la abadía de las Damas de Caen.
Durante muchos años se le atribuyó el famoso Tapiz de Bayeux, pero los estudios modernos afirman que el obispo Odón de Bayeux, hermano uterino de Guillermo, habría encargado su confección a las señoras sajonas de Kent.

## Altura
El esqueleto incompleto de Matilde de Flandes fue examinado en 1819 y 1959 en Francia, y se midieron los huesos para determinar su altura. El examen de 1819 estimó que medía menos de 1,52 m, mientras que el de 1959 lo hizo en 1,52 m (la altura promedio en su época era de poco más de 1,50 m). La supuesta altura de 1,27 m (que ubica a Matilde como la reina inglesa más baja en el Libro Guinness de los Récords) apareció en algún momento después de 1959, en la literatura no científica.

## Familia y descendencia

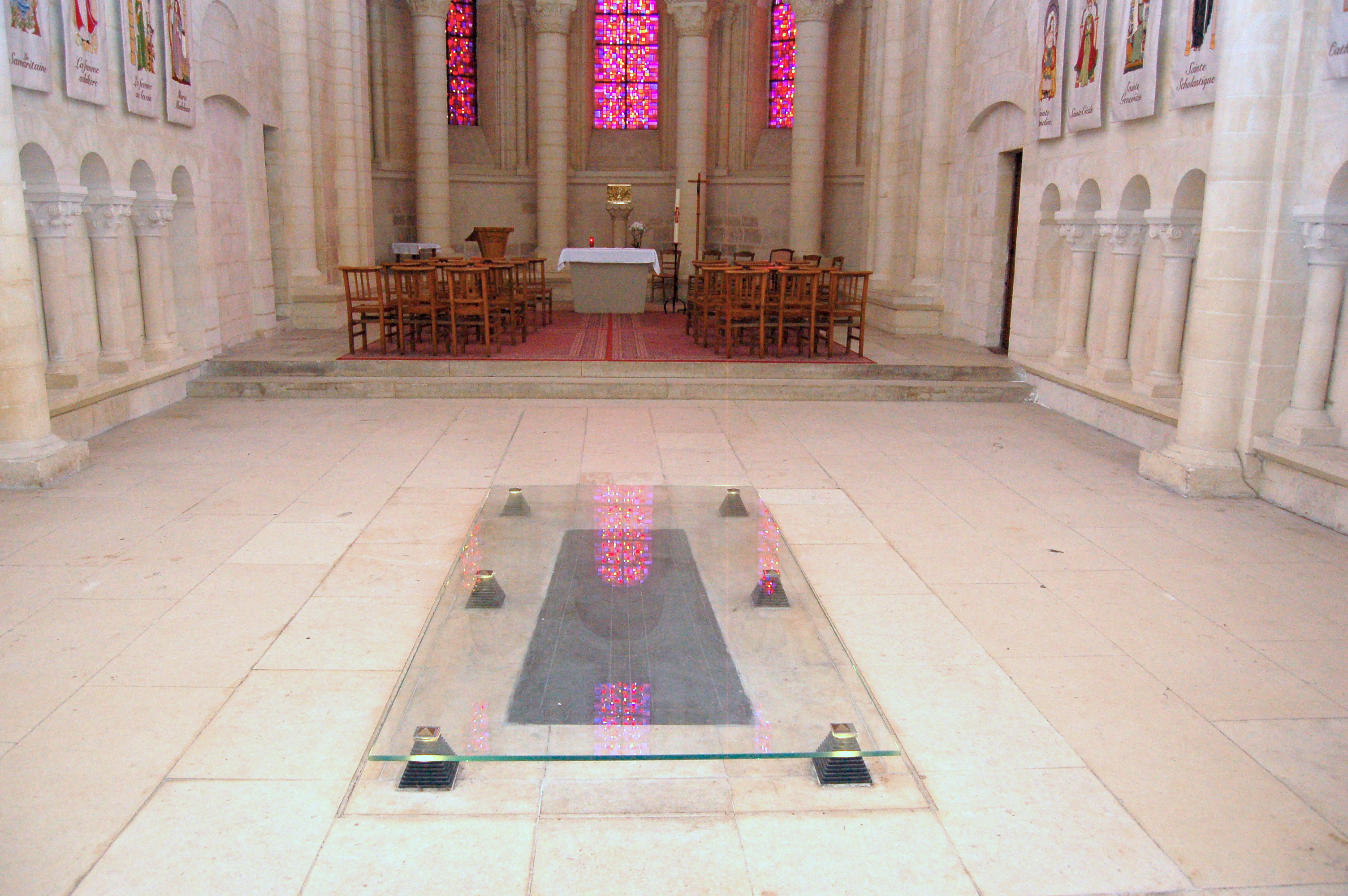
Tumba de Matilde en la Abadía de las Damas de Caen.

Matilde y Guillermo tuvieron cuatro hijos y al menos cinco hijas. El orden de nacimiento de los varones está claro, pero las fuentes no concuerdan en el orden de nacimiento de las mujeres:
- Roberto Courteheuse (1051/1054 - 10 de febrero de 1134). Duque de Normandía.
- Ricardo (c. 1054 - c. 1075). Murió tras sufrir un accidente de caza en el Bosque Nuevo.
- Guillermo II Rufus (1056-1060 - 2 de agosto de 1100). Rey de Inglaterra, asesinado en el Bosque Nuevo.
- Enrique I Beauclerc (a fines de 1068 - 1 de diciembre de 1135). Rey de Inglaterra.
- Águeda. Prometida a Haroldo II de Inglaterra, a Alfonso VI de León y posiblemente a Herbert I de Maine, pero que murió sin llegar a casarse.[Nota 1][22]
- Alicia (o Adelaida). Murió antes de 1113, se dice que fue prometida a Haroldo II de Inglaterra y que posteriormente se hizo monja.[19]
- Cecilia (c. 1056 - 1127). Monja en la abadía de la Trinidad de Fécamp y abadesa de la Santísima Trinidad de Caen.
- Matilde (c. 1061 - ¿1086?). Mencionada sólo en el Domesday Book.[23]
- Constanza (m. 1090). Esposa de Alan IV de Bretaña.
- Adela (m. 1137). Esposa de Esteban II de Blois y madre del rey Esteban I de Inglaterra.

Algunas fuentes medievales dicen que Gundrada o Gundreda, esposa de Guillermo de Warenne, primer conde de Surrey, era hija de Guillermo y Matilde. Pero en los últimos años esto ha sido desestimado.
No hay evidencia de que Guillermo haya tenido algún hijo ilegítimo.